# Deus Ex
Deus Ex es un videojuego para ordenador, de rol de acción desarrollado por Ion Storm y publicado por Eidos Interactive en el año 2000. La historia se desarrolla en un futuro distópico durante los años 2050, con elementos e historias de ciberpunk. La mecánica del juego combina elementos de acción en primera persona con un desarrollo de personaje reminiscente de los videojuegos de rol.
Una característica descollante de Deus Ex es el hecho de que favorece el uso de estrategias furtivas. A diferencia de otros videojuegos catalogados como FPS, son escasas las ocasiones en las que el asalto frontal es una opción táctica, obligando al jugador a ocultarse y planear sus movimientos con cuidado.

## Etimología
El nombre del juego se deriva de una frase del latín, deus ex machina. En el teatro grecorromano, era común que los actores que representaban a los dioses descendieran sobre el escenario valiéndose de un juego de poleas (literalmente, un "dios desde una máquina") para proveer soluciones a conflictos de otro modo irresolubles. Hoy en día la frase se ha generalizado para abarcar a cualquier elemento introducido antojadizamente con el único propósito para aliviar la tensión dramática. Warren Spector, diseñador del juego, ha apoyado esta versión en sus declaraciones públicas.
Existen otras interpretaciones. Se ha afirmado que en vista de las referencias Bíblicas (ver sección correspondiente) presentes en el juego, "deus ex" podría interpretarse como "deo ex", que significa "desde Dios".

## Trama
El juego transcurre en un futuro distópico en el año 2052. El jugador asume el papel de J.C. Denton, agente de la Coalición Antiterrorista de las Naciones Unidas (UNATCO por sus siglas en inglés), cuyo cuartel se ubica en Ellis Island, Nueva York, EE. UU. J.C. y su hermano Paul Denton son los primeros de una nueva generación de operativos cuyas habilidades han sido aumentadas a niveles superhumanos de eficiencia valiéndose de infusiones de nanotecnología.
J.C. tiene por objetivo inicial infiltrarse en territorio tomado por un grupo terrorista conocido como la Fuerza Secesionista Nacional (NSF) a fin de recuperar un cargamento robado de Ambrosía, el único paliativo conocido para la incurable "muerte gris". J.C. recupera el cargamento, pero la misión ha hecho mella en sus convicciones, haciéndolo cuestionarse sobre las sugerencias inconexas de los jerarcas de la NSF, y la existencia de una cura que se mantiene en secreto para perpetuar un estado de emergencia que permita el ascenso de ciertos personajes en puestos clave.
Las dudas se disipan cuando el mismo Paul Denton resulta ser un agente encubierto de la NSF y proporciona a J.C. la pruebas de que el director de la UNATCO recibe ciertas compensaciones '"extraordinarias". Numerosos acontecimientos reveladores siguen al cambio de bando de J.C., que se convierte en fugitivo. En consecuencia, UNATCO activa un mandato remoto que hace los nano-implantes se vuelvan en su contra: tiene las horas contadas.
En algún momento, J.C. es hecho prisionero. Cuando consigue fugarse (gracias a la intervención de Dédalo, una figura enigmática que se presenta a través del implante de comunicaciones de J.C. como un hacker) de la que resulta ser una instalación de los Majestic 12, pronto descubre que esta se ubica debajo del mismo cuartel de UNATCO.
J.C. se apresura a huir a Hong Kong, China, donde lo espera Tracer Tong, conocido hacker que trabaja para una de las Tríadas. Las tríadas, usualmente organizaciones secretas de actividades criminales, ahora operan mucho más abiertamente y han adquirido el estatus de gobiernos locales que resisten la economía globalizada y por lo tanto están libres de influencias externas. Tras convencer a las distintas tríadas de hacer a un lado sus disputas territoriales, finalmente es conducido ante Tong quien, enterado de la conspiración, repara los implantes de J.C. y le instruye a desmantelar las instalaciones de la corporación VersaLife donde se fabrican tanto la Ambrosía como el nanovirus de la muerte gris.
Por indicación de Tong, J.C. va a París, Francia, a encontrarse con Morgan Everett. Everett es el actual líder de los Illuminati y ayuda a J.C. a poner más piezas en el rompecabezas: Majestic 12 es una rama disidente de los Illuminati, y Everett mismo fue mentor del propietario de VersaLife, Bob Page. FEMA, bajo cuyas órdenes UNATCO opera, es controlada por Walton Simons, correligionario de Page que obtuvo su puesto gracias a que este último ofreció suplir a cierto senador con un suministro propio de Ambrosía.
Everett entonces revela quien está detrás de todo: Daedalus, que no es una persona sino una inteligencia artificial. Un resultado del programa ECHELON IV, Daedalus fue creado por Majestic 12 (entonces considerada la rama de los Illuminati en la vanguardia tecnológica) que se valió de los enormes recursos financieros de la organización para eliminar a otros proveedores de servicios de redes e impuso un protocolo estándar de enrutamiento denominado Aquino, que secretamente les permitiría redirigir cualquier flujo de datos a voluntad. Sobre este protocolo correría Daedalus, un programa de software distribuido que existiría parcialmente en cada dispositivo conectado a la Infranter (red de esa época), y sería capaz de analizar los enormes volúmenes de datos para detectar posibles crisis y proveer sugerencias. Después de la difusión de la muerte gris, Daedalus catalogó a sus mismos creadores, MJ12, como un grupo terrorista y se volvió en su contra, actuando desde entonces por su propia cuenta, yendo más allá del análisis para intentar manipular los acontecimientos. Bob Page creó entonces, una nueva versión, Ícaro, que seguía bajo su control, y estaba más orientada al espionaje y la obtención de control que a la prevención de desastres.
Al intentar dominarse el uno al otro, Dédalo e Ícaro acaban fundiéndose en una sola entidad cibernética, Helios, más poderosa que sus predecesores. En tanto que Helios aún parece seguir el programa de Ícaro (Bob Page pretendía una fusión con Ícarus para obtener control total de las redes y convertirse en un tirano global), también es capaz de evaluar otras posibilidades.
Everett es el único capaz de elaborar una verdadera cura, pero requiere de un CU constructor universal que Gary Savage, jefe de investigación nanotecnológica en la base de Vanderberg, puede proporcionarla, pero no antes de que J.C. rescate a su hija, secuestrada por el Majestic 12. J.C. rescata a la joven; viéndose frustrado, Page intenta destruir la base de Vanderberg con un misil nuclear que lanza desde su base de operaciones en el Área 51. No obstante, J.C. se infiltra en el silo nuclear y logra desviar el misil hacia la misma Área 51. La instalación resiste el ataque, pero las debilitadas defensas permiten a J.C. infiltrarse hasta el nivel más resguardado, llegando en el momento en que Page pone su plan en marcha.

### Múltiples finales
Una vez allí, el jugador puede elegir la manera en que intentará detener la fusión de Helios y Page. Ninguna de las opciones es penalizada explícitamente por el juego, y cualquiera de las alternativas afectaría profundamente el futuro de la humanidad:
- Tracer Tong le sugiere que destruya la espina dorsal de la red Aquino, incomunicando al mundo entero y frenando la globalización, lo que elimina la posibilidad de que una sola persona o entidad pueda gobernarlo todo; A riesgo de sumir a la humanidad en un nuevo oscurantismo.

- Helios sugiere a J.C. que se funda con él, argumentando que J.C. es el anfitrión perfecto e implicando con ello que en efecto esta es la razón de ser de J.C. El ente resultante se daría a la tarea de crear un nuevo y perfecto orden mundial. Por supuesto, esto implica que J.C. perderá no solo su humanidad sino también su identidad, y que el mundo se hallará bajo el control de un desapasionado programa de ordenador.

- Morgan Everett sugiere la muerte de Bob Page, que causaría la caída de Majestic 12 y permitiría a los Illuminati tomar su lugar y gobernar detrás de los tronos, guiando a la humanidad a una iluminación progresiva. Por supuesto, su organización no está exenta de ambiciones.

## Comunidad
Aunque la versión original de Deus Ex carecía de un modo multijugador, este fue agregado en el parche designación "v1112fm", satisfaciendo así a los muchos jugadores que la solicitaban con frecuencia.[cita requerida]

### Mods
Las modificaciones de Deus Ex emperazon con el lanzamiento de la versión inicial del SDK de este (tres meses después del lanzamiento del videojuego). Uno de los mods más conocido es The High Definition Texture Pack (o simplemente conocido como proyecto HDTP), el cual usa una versión hackeada del UnrealEd2 en lugar del UnrealEd1 cambiando drásticamente los gráficos, haciéndolo más vistoso.
A pesar de los años que tiene el juego, la comunidad de modding sigue activa y muy significativa.[cita requerida]